# Il gatto con gli stivali 2 - L'ultimo desiderio
Il gatto con gli stivali 2 - L'ultimo desiderio (Puss in Boots: The Last Wish) è un film d'animazione del 2022 diretto da Joel Crawford e co-diretto da Januel Mercado.
La pellicola spin-off del franchise di Shrek, è il sequel de Il gatto con gli stivali del 2011. Il film è stato accolto positivamente da parte dalla critica per i temi trattati, la storia, i personaggi e la nuova tecnica di animazione. Contiene inoltre omaggi e riferimenti ad altre opere cinematografiche passate, principalmente al Pinocchio di Walt Disney, alla Trilogia del dollaro di Sergio Leone e a Il Mago di Oz di Victor Fleming.

## Trama
Dopo gli eventi di Shrek e vissero felici e contenti, il Gatto con gli Stivali è ormai diventato una leggenda vivente tra la folla, tuttavia, questa nuova  rinomanza lo ha reso molto egoista, presuntuoso e arrogante. Un giorno, durante una festa in suo onore, Gatto salva il villaggio di Del Mar da un mostro gigante di bosco e roccia che aveva accidentalmente risvegliato, ma subito dopo aver sconfitto la creatura, viene ucciso dalla caduta di una campana. Al suo risveglio, parlando con il medico del villaggio, capisce di essere arrivato alla sua nona e ultima vita, avendo perso le sue otto vite precedenti con grande frivolezza e superficialità. Gatto inizialmente rifiuta il suggerimento del dottore di smettere con le avventure, ma viene poi avvicinato da un misterioso e minaccioso lupo, apparentemente un cacciatore di taglie, che lo mette in seria difficoltà e quasi lo uccide, facendogli provare effettivamente paura per la sua vita. Scappato all'aggressore, decide di seguire il consiglio del dottore e diventare un gatto da grembo presso la casa di Mama Luna, una gattara con molti felini a carico.
Molto tempo dopo, ormai rassegnatosi alla vita da animale domestico, Gatto incontra un cane travestito da micio per ottenere a sbafo cibo da Mama Luna. Il cane cerca di diventare amico di Gatto, ma la loro conversazione viene interrotta quando la famiglia criminale di Riccioli d'Oro e i tre orsi irrompe nella casa per cercarlo, poiché hanno bisogno di lui per la loro missione. Dopo aver trovato la sua "tomba", dove Gatto aveva seppellito i suoi indumenti, la ragazza e gli orsi decidono di andarsene, ma rivelano inavvertitamente che stanno cercando la Stella dei Desideri, un astro caduto dal cielo nascosto in una foresta magica in grado di esaudire qualsiasi desiderio. Gatto decide dunque di trovarla per riprendersi le sue vite, venendo seguito dal cane che, non avendo un nome, viene soprannominato "Perrito". Gatto scopre che la mappa è in possesso del perfido pasticciere e signore del crimine Big Jack Horner, che vuole usare la Stella dei Desideri per impossessarsi di tutta la magia del mondo e non essere messo più in ombra dalle creature e oggetti magici, di cui possiede una vasta collezione.
Durante il tentativo di rubare la mappa si riunisce inaspettatamente con Kitty Zampe di Velluto, che vuole la mappa per sé; la gatta però, non ha più rapporti con Gatto a causa di alcuni precedenti avvenuti a Santa Coloma. Nonostante i due non si fidino l'uno dell'altra, insieme a Perrito riescono a sfuggire a Riccioli d'Oro e a Jack, dirigendosi verso la Foresta Oscura, dove si trova la Stella dei Desideri.
Durante il viaggio nella foresta, i protagonisti vengono attaccati sia da Jack che da Riccioli d'Oro e i tre orsi, anch'essi arrivati sul luogo, e Perrito viene catturato da Jack. Kitty e Gatto riescono a salvarlo, ma quest'ultimo scopre che il lupo cacciatore di taglie non ha mai smesso di dargli la caccia e lo ha seguito fin lì: in preda alla paura scappa, perdendo la mappa in favore di Riccioli d'Oro. Gatto subisce un attacco di panico, ma Perrito riesce a calmarlo facendosi accarezzare da lui e quest'ultimo, oltre a rivelargli il suo desiderio, gli rivela cos'è successo con Kitty a Santa Coloma: ammette infatti di non essersi presentato all'altare il giorno delle loro nozze, cosa di cui si è profondamente pentito. Kitty ascolta inavvertitamente la loro conversazione e comincia a cambiare opinione su Gatto, affermando poi che nemmeno lei si presentò al loro matrimonio, ritenendo il protagonista incapace di amare qualcuno all'infuori di sé stesso e della propria leggenda. In seguito, i tre riescono a recuperare la mappa da Riccioli d'Oro e gli orsi; Perrito viene però catturato ancora una volta e, mentre Kitty lo salva, Gatto rimane intrappolato nella "Caverna delle Anime Perdute". Qui incontra le sue otto vite passate nel momento della loro morte, che lo esortano a tenere la mappa per sé, riprendersi le sue vite e ritornare una leggenda, abbandonando però così i suoi amici.
Comprendendo quanto fosse stato egoista e presuntuoso fino a quel momento, Gatto ignora la tentazione delle illusioni e si mette in cerca di un'uscita, venendo però di nuovo raggiunto dal lupo; parlando con questi, Gatto si rende conto con orrore che lui in realtà non è un cacciatore di taglie, ma la Morte in persona. Il cupo mietitore, disgustato per come il felino abbia sprecato con noncuranza otto delle sue nove vite, è venuto personalmente per riscuotere l'ultima come punizione per la sua arroganza e di conseguenza Gatto scappa di nuovo in preda al terrore, lasciandosi dietro Kitty e Perrito.
Nel frattempo Baby Orso inizia a stancarsi della missione e mette in discussione il comando di Riccioli d'Oro; nell'ennesimo litigio tra fratello e sorella, la ragazza rivela agli orsi che il suo desiderio è di riavere la sua famiglia biologica, ferendo così il fratello e i genitori adottivi, che l'avevano accolta come una di loro, ma nonostante questo alla fine decidono comunque di aiutarla a esprimere il suo desiderio pur di renderla felice. Raggiunta la Stella, Gatto sta per esprimere il suo desiderio, ma viene fermato da Kitty, che lo affronta per il suo egoismo e rivela che il suo desiderio era di avere finalmente qualcuno di cui potersi fidare. Gatto cerca di spiegarle che la Morte lo sta cercando, ma i due vengono interrotti da Riccioli d'Oro e Jack, che li attaccano. Mentre il perfido pasticciere viene gettato nella sua borsa senza fondo da Kitty, Riccioli d'Oro salva Baby Orso quando sta per cadere dalla Stella, rinunciando al suo desiderio, in quanto ha finalmente capito di avere già una famiglia che le vuole bene.
Improvvisamente, tra lo sgomento generale, la Morte appare sulla Stella e, isolando Gatto dagli altri con un cerchio di fuoco, gli offre la scelta tra esprimere vigliaccamente il desiderio o affrontarlo a viso aperto. Quest'ultimo, ripensando a tutto quello che ha passato con i suoi vecchi e nuovi amici, dichiara che adesso non scapperà più. Grazie al pugnale regalatogli in precedenza da Kitty, riesce miracolosamente a prevalere sulla Morte, la quale, guardando negli occhi Gatto e vedendoci solo un'assoluta determinazione, capisce come la paura verso di lui sia scomparsa; il cupo mietitore, avendo capito che Gatto ha compreso l'importanza della vita ed è davvero cambiato, decide a malincuore di risparmiarlo, non prima però di averlo avvertito che, quando giungerà la sua ora, si incontreranno di nuovo. Libero dalle grinfie della Morte, Gatto rivede Kitty e i due si riconciliano, rinunciando reciprocamente ai loro desideri, ma in quel momento Jack riemerge dalla sua borsa dopo aver mangiato un biscotto che lo fa diventare enorme e cerca di esprimere il suo desiderio; Perrito però lo distrae facendo gli occhi dolci, in modo che venga fermato da Kitty e Gatto che, insieme a Riccioli d'Oro, decidono di strappare la mappa.
La Stella inizia dunque a collassare e, mentre tutti gli altri si mettono in salvo, Jack recupera i frammenti e riesce a ricomporre quasi tutta la mappa, ma un pezzetto di questa viene recuperato e bruciato dal Grillo Parlante a cavallo di una Fenice, entrambi oggetti magici di Jack, il quale ha deciso di punirlo per la sua malvagità e gli abusi; di conseguenza la mappa si polverizza all'istante e la Stella collassa e implode violentemente assieme a Jack. Riccioli d'Oro decide di rimanere con la sua famiglia di orsi e il Grillo si unisce invano a loro, mentre Perrito, accettando il suo nome, resta con Gatto e Kitty, che si fidanzano nuovamente.
Nel finale i tre rubano una nave del governatore di Del Mar per dirigersi verso il regno di Molto Molto Lontano per riunirsi con dei "vecchi amici" di Gatto.

## Personaggi
- Gatto / Gatto con gli Stivali (Puss in Boots): il protagonista della storia. Un gatto molto spavaldo e temerario, fuggitivo dalla legge e un eroe di San Ricardo. Dopo aver scioccamente sprecato le sue precedenti 8 vite (per esempio, cadendo ubriaco da una torre, investito da un toro mentre corteggiava una donna oppure schiacciato da un bilanciere troppo pesante alla panca), viene preso di mira da un lupo (che in seguito scopre essere la Morte in persona) e si ritira nella casa di Mama Luna, finché non viene a conoscenza della Stella dei Desideri e si mette alla sua ricerca per riottenere le sue precedenti vite. Nel corso della sua avventura, in compagnia di Kitty e di Perrito, comprenderà quanto sia stato arrogante e superficiale nel non apprezzare il dono della vita e immaturo nei legami con le persone a cui tiene e cambierà radicalmente il suo animo, sconfiggendo la Morte e accettando la sua mortalità, rifacendosi infine una vita tutta nuova insieme a Kitty e a Perrito.
- Kitty / Zampe di Velluto (Kitty Softpaws): la vecchia fiamma di Gatto, mai dimenticata da quest'ultimo. Dopo che a Santa Coloma Gatto l'ha lasciata all'altare (quando, in realtà, non si era presentata nemmeno lei, perché credeva che Gatto non potesse amare nessuno se non se stesso), ha perso completamente la fiducia nel prossimo; infatti, inizialmente si mostra diffidente nei confronti di Perrito (per poi affezionarsi molto a lui) e particolarmente dura verso Gatto, sebbene lasci spesso intendere di tenere ancora a lui. Coraggiosa, furba e determinata, decide di cercare la Stella dei Desideri per chiedere qualcuno di cui possa fidarsi.
- Perrito: un cane da terapia inizialmente nascosto tra i gatti domestici di Mama Luna. È un cane completamente privo del senso del pericolo, molto dolce, spontaneo, amichevole e con una profonda fiducia negli altri, nonostante sia sempre stato trattato male da tutti. Inizialmente non ha un nome, ma durante l'avventura Gatto lo chiama "Perro" o "Perrito" e lui decide di tenere questo nome, battezzando il loro gruppo "Squadra Amicizia". È molto affezionato a Gatto e a Kitty e diventa anche amico della famiglia di Riccioli D'oro. Tra le sue gag ricorrenti nel film c'è il suo tentativo (spesso fallimentare) di fare un'espressione tenera (riuscendoci verso la fine come diversivo per distrarre Big Jack Horner), la sua innocenza nel raccontare il suo triste passato e nel ripetere improperi.
- Morte (Death): nemico centrale del film, è un lupo bianco armato di falci che inizialmente viene scambiato per un cacciatore di taglie dal Gatto, fin quando non gli fa comprendere che lui è la Morte stessa. Il Cupo Mietitore, per sua stessa ammissione, trova inverosimile e assurda l'idea che i gatti siano privilegiati con ben 9 vite rispetto a tutti gli altri esseri viventi (che invece ne hanno una soltanto) e, avendo assistito personalmente a come il Gatto abbia sprecato tutte le sue vite senza alcun interesse, oltre a sentirsi offeso dalla sua affermazione sprezzante di "ridere in faccia alla Morte", ha decretato che il felino non meriti di vivere l'ultima vita che gli è rimasta e pertanto decide di prendergliela con la forza. Ogni volta che appare tende a fischiettare un motivetto che lo contraddistingue, secondo il folklore europeo (in un'altra occasione si mette due monete sugli occhi guardando Gatto scappare in lontananza visto che, secondo l'antica tradizione, le monete lasciate sugli occhi dei cadaveri servivano come pagamento per il traghettatore delle anime verso l'aldilà). A dispetto della sua ferocia e della sua perseveranza predatoria nel braccare senza pietà il protagonista (caratteristiche calzanti del lupo, di cui assume la forma), oltre a una vena di sadismo mortale (come quando ferisce il Gatto e fiuta con piacere l'odore della paura nell'aria), la Morte sa essere, a modo suo, leale e professionale: in entrambe le occasioni in cui combatte con il protagonista, lancia sempre a quest'ultimo la sua spada e gli dà la possibilità di difendersi, preferendo combattere ad armi pari piuttosto che giocare sporco e ucciderlo da disarmato. Quando capisce che Gatto ha imparato ad apprezzare la sua ultima vita e che non teme più la morte, riconosce che non ha più alcun senso ucciderlo e gli permette di tenersela (seppur inizialmente deluso e arrabbiato per non aver portato a termine la sua caccia); tuttavia, prima di andarsene, gli rammenta che, quando arriverà il suo momento, si rincontreranno.
- Riccioli d'Oro (Goldilocks): antieroina e antagonista secondaria del film, è la leader della famiglia criminale dei tre orsi, detta Riccioli (Goldy in originale), e orfana sin dalla tenera età. Tenace e volitiva, vuole ottenere l'ultimo desiderio per avere una famiglia umana in quanto non si sente al proprio posto con la sua famiglia adottiva per il semplice fatto che non è un'orsa anche lei, finché non capirà che la sua famiglia "proprio perfetta" è quella che l'ha adottata e amata dal primo momento e alla quale lei vuole molto bene. Nel breve periodo in cui tiene Perrito in ostaggio, fa inaspettatamente amicizia con quest'ultimo e la sua esperienza con il cane la aiuterà a capire di avere già quello che più desidera al mondo.
- Mamma Orso: la madre di Baby e l'adottiva di Riccioli, che ama come una figlia e farebbe di tutto per far si che il suo desiderio si avveri. Pur essendo molto dolce e materna, sa essere molto combattiva. Si dimostra anche molto signorile e ha un debole per i cappelli.
- Papà Orso: il padre di Baby e l'adottivo di Riccioli. Contraddistinto da un occhio cieco e una sciarpa gialla a strisce nere, desidera andare in letargo una volta che la ricerca della stella sarà conclusa; inoltre, nonostante l'aspetto minaccioso, sa essere un gentiluomo ed è molto meno aggressivo di quello che sembra, ma ha l'abitudine di sminuire spesso suo figlio in favore della sorella (emotivamente più matura di Baby). Come Mamma, Papà Orso ama Riccioli come una figlia, rimanendo molto amareggiato quando scopre il vero desiderio della ragazza, ma rallegrandosi quando Riccioli si riconcilia con Baby e decide di restare con gli orsi.
- Baby Orso (Baby): è il figlio di Mamma e Papà Orso. La sua abilità è avere un fiuto infallibile, ma non è molto furbo. Litiga costantemente con la sorella adottiva, probabilmente perché, da quando lei è diventata il "capo" della famiglia, egli viene trattato come l'ultima ruota del carro, e le rinfaccia costantemente di non essere nemmeno un vero orso (è probabile che siano stati questi dissapori a riaccendere nella ragazza il desiderio di riavere la famiglia biologica); tuttavia, durante il film, mostra di amare Riccioli, come quando rimane ferito dall'apprendere che quest'ultima vuole riavere la sua famiglia biologica e quando si commuove dopo che lei ha rinunciato al suo desiderio per salvargli la vita, e come risultato, Baby e Riccioli migliorano il loro rapporto, accettandosi completamente e reciprocamente come fratello e sorella.
- Big Jack Horner: antagonista principale del film. Temuto pasticcere e fornaio, nonché signore del crimine, detiene vari oggetti e creature magiche da quando da piccolo veniva snobbato per non essere dotato di poteri magici e per essere soltanto il personaggio di una filastrocca, Little Jack Horner. Crescendo il suo odio e il suo disprezzo verso il prossimo è cresciuto a livelli smisurati. Vuole ottenere tutta la magia del mondo e per raggiungere il suo scopo non esita a sacrificare anche la vita dei suoi stessi uomini. Big Jack stesso dichiara di essere morto dentro. Egli è un essere crudele, cinico, insensibile a cui interessa soltanto il desiderio, sfruttando il potere dell'astro, ma la sua malvagità sarà la sua rovina: riesce quasi a esprimere il desiderio, ma fortunatamente viene sconfitto quando Gatto, Kitty, Riccioli d'Oro, il Grillo Parlante e la Fenice distruggono la mappa, e Jack Horner viene disintegrato dalla Stella dei Desideri quando collassa e scompare.
- Mama Luna: un'anziana gattara sempre alla ricerca di "gatti da grembo". Accoglie Gatto battezzandolo "Cetriolino" (Pickles). Ha la casa letteralmente piena di felini e ha la fissazione che gli ispettori sanitari vengano a portarglieli via. È anche una pessima bugiarda, visto che nega costantemente la palese presenza di gatti in casa sua anche in presenza di testimoni.
- Dottore: è il chirurgo del villaggio di Del Mar (ispirato dal brano lirico del Barbiere di Siviglia "Largo al factotum"), con competenze che spaziano dalla medicina alla veterinaria fino all'esoterismo. È lui a dire a Gatto che gli è rimasta una sola vita, consigliandogli di ritirarsi per evitare di perdere l'ultima.
- L'Insetto Etico (Ethical Bug): parodia del Grillo Parlante (in particolare della versione di Walt Disney di Pinocchio, Jiminy Cricket[3]) "Big" Jack Horner lo estrae dalla borsa senza fondo pensando che sia un'arma magica. Cerca di fargli fare la cosa giusta, ma quando all'ennesima cattiveria capisce che è un mostro irrecuperabile e senza speranza, lo abbandona dopo che questi lo ha scacciato malamente. Alla fine contribuisce a distruggere la mappa del desiderio per sconfiggere Jack Horner.
- Compaiono inoltre in rapidi cameo anche personaggi dai precedenti film della saga: Shrek, Ciuchino, Imelda, Geppetto, Pinocchio e Zenzy, quest'ultimi due sono gli unici con un ruolo parlato.

## Produzione
La pellicola era stata originariamente intitolata Puss in Boots 2: Nine Lives & 40 Thieves (Il gatto con gli stivali 2: nove vite e 40 ladri).

### Pre-produzione
Nel novembre del 2012 il produttore esecutivo Guillermo del Toro dichiarò di avere realizzato un paio di bozze di sceneggiatura per un sequel del film, e che il regista Chris Miller voleva portare il Gatto in un'avventura in luoghi esotici. Nell'aprile 2014 Antonio Banderas disse che il lavoro sul sequel era appena iniziato. A giugno, il film venne annunciato con il titolo Puss in Boots 2: Nine Lives & 40 Thieves (ispirato alla novella Alì Babà e i quaranta ladroni) ed era programmato per essere distribuito il 2 novembre 2018, ma due mesi dopo venne spostato al 21 dicembre. Tuttavia nel gennaio 2015 il film venne rimosso dal programma di distribuzione in seguito alla ristrutturazione aziendale e alla nuova politica della DreamWorks Animation che prevede l'uscita di due film all'anno. Due mesi dopo Banderas disse che la sceneggiatura era in fase di ristrutturazione.
Il 6 novembre 2018 Variety rivelò che Chris Meledandri era stato incaricato di essere uno dei produttori esecutivi sia per Shrek 5 che per Puss in Boots 2, con il ritorno del cast. Nel febbraio 2019 Bob Persichetti, head of story del primo film, firmò per dirigere il sequel, con la produttrice Latifa Ouaou che ne supervisionerà lo sviluppo.

### Cast
I membri del cast vocale sono stati annunciati il 24 marzo 2022.

## Promozione
Il primo trailer è stato distribuito il 15 marzo 2022, mentre il secondo il 16 giugno successivo.

## Distribuzione
I primi trenta minuti della pellicola sono stati proiettati al Festival internazionale del film d'animazione di Annecy il 14 giugno 2022.
Il film è stato distribuito nelle sale cinematografiche italiane a partire dal 7 dicembre 2022, mentre in quelle statunitensi dal 21 dicembre successivo. La pellicola sarebbe dovuta inizialmente uscire nel 2018.

## Accoglienza

### Incassi
La pellicola ha incassato un totale di 483 milioni di dollari al botteghino, a fronte di un budget di 90 milioni, riscuotendo un notevole successo commerciale nonostante la forte concorrenza di Avatar - La via dell'acqua e raggiungendo la decima posizione nei maggiori incassi del 2022.

### Critica
Il film è stato accolto positivamente dalla critica. Sull'aggregatore di recensioni Rotten Tomatoes ottiene il 95% delle recensioni professionali positive, con un voto medio di 7,6 su 10 basato su 194 recensioni, e su Metacritic ha un punteggio di 73 su 100 basato su 29 recensioni.

## Riconoscimenti
- 2023 – Premio Oscar[22]
  - Candidatura al miglior film d'animazione a Joel Crawford
- 2023 – Premio BAFTA
  - Candidatura al miglior film d'animazione a Joel Crawford
- 2023 – Golden Globe[23][24]
  - Candidatura al miglior film d'animazione a Joel Crawford
- 2023 – Critics' Choice Awards[25]
  - Candidatura al miglior film d'animazione a Joel Crawford
- 2024 – Saturn Award
  - Candidatura al miglior film d'animazione a Joel Crawford
- 2022 – Annie Award
  - Candidatura al miglior film d'animazione a Joel Crawford